# Pemphredon flavistigma
Pemphredon flavistigma är en stekelart som beskrevs av Thomson 1874. Pemphredon flavistigma ingår i släktet Pemphredon, och familjen Crabronidae. Enligt den finländska rödlistan är arten sårbar i Finland. Arten är reproducerande i Sverige. Artens livsmiljö är naturskogar.